# Bliss (film 2021)
Bliss è un film di fantascienza del 2021 scritto e diretto da Mike Cahill.

## Trama
Greg Wittle ha un recente e doloroso divorzio sulle spalle che ha coinvolto anche i rapporti con i due figli; per questo trascorre le ore al lavoro sognando ad occhi aperti e disegnando immagini di un idilliaco rifugio costiero, di conseguenza viene convocato dal capo e licenziato. Durante l’incontro dà una spinta a Bjorn, il suo capo, che cadendo sbatte la testa e muore sul colpo. Preso dal panico, appende il corpo di Bjorn ad una finestra e lo nasconde dietro ad una tenda, per poi lasciare l'ufficio e rifugiarsi al bar dall'altra parte della strada. Lì incontra Isabel, una donna apparentemente senza fissa dimora che sembra conoscere il suo segreto. Isabel chiede a Greg di recuperare il suo amuleto dalle mani del suo ex fidanzato che è in bagno privo di sensi. Gli parla di un mondo finto, di un’illusione, di cose e persone che non sono reali. Gli mostra i suoi poteri telecinetici dovuti all’assunzione del cristallo giallo. Indicando il cadavere di Bjorn, la finestra si apre e il corpo cade a terra, inducendo i presenti a pensare ad un suicidio. Isabel trascina via Greg offrendogli riparo nella sua “casa”, una tenda sotto un ponte, per il tempo necessario a far sì che il delitto venga dichiarato un suicidio, perché sa che se Greg venisse interrogato manderebbe tutto all’aria.
I due si conoscono meglio, Greg condivide i suoi disegni con lei e lei gli offre una piccola quantità di un cristallo giallo (un allucinogeno) che lo aiuterà a sentirsi bene. Greg scopre che con il cristallo è in grado di manipolare il mondo “finto” a un livello superiore, causando effetti come far inciampare i pattinatori in una pista di pattinaggio.
Greg accompagna Isabel a prendere i cristalli dal suo fornitore, Kendo, e mentre l’aspetta in strada, incontra la figlia Emily (la quale cerca disperatamente di instaurare un rapporto con lui, ma senza trovare nel padre lo slancio che vorrebbe) che lo stava cercando disperatamente e che gli consegna la foto della sua laurea (evento a cui era stato invitato e che ha perso) con il suo numero di telefono sul retro e chiede al padre di chiamarla.
Un giorno Greg si sveglia nella tenda di Isabel e vede i suoi disegni appesi e la foto di Emily; così va a telefonarle, ma trova la segreteria telefonica. Isabel torna ed è furiosa che abbia cercato di contattare Emily, e afferma che la figlia non è reale. Greg è turbato ed allora Isabel decide di dimostrargli quale sia la realtà. Per farlo ha bisogno di utilizzare 10 cristalli blu attraverso un dispositivo di iniezione nasale.
Assunta la sostanza, Greg si sveglia nel mondo di Bliss, attaccato a un computer gigante insieme a molti altri, inclusa Isabel, monitorato da diversi scienziati. Mentre si riprende, scopre di aver sperimentato una simulazione all'interno del computer, un Brain Box creato da Isabel per studiare realtà alternative e i loro effetti sul cervello umano. Isabel rivela che in quel mondo sono una coppia e porta Greg a casa, mostrandogli che i suoi disegni erano le riproduzioni di quell’ambientazione. Greg non ricorda ancora molto di questo mondo e Isabel spiega che dopo un lungo periodo buio, i risultati scientifici hanno permesso all’umanità di prosperare. Lei stessa esplora la mente umana, creando così il Brain Box.
La realtà di Bliss rappresenta un mondo luminoso, bellissimo, immerso nel verde, nella luce, nei colori. L’esatto contrario della simulazione dell’esperimento, che rappresenta un’altra realtà: un mondo inquinato, povero, pieno di pericoli.
Greg è ancora confuso dal momento che non ha recuperato ulteriori ricordi di questo mondo e ha ancora ricordi vividi della simulazione, inclusa Emily come sua figlia, ma Isabel lo avverte che sono gli effetti di non aver assunto il numero corretto di cristalli blu.
Alcuni giorni dopo viene organizzato un grande galà per il successo di Brain Box, con molti elogi a Isabel. Durante la celebrazione, Greg si allontana e incontra un ologramma di Emily, che lo implora di tornare da lei. Nel frattempo, Isabel inizia a vedere anche gli elementi della simulazione trapelare nella sua vista, e si rende conto che devono tornare nella simulazione e prendere più cristalli blu per uscirne. Greg ed  Isabel si collegano nuovamente al Brain Box, tornano nel mondo non reale e uccidono Kendo per avere altri cristalli blu ed uscire totalmente dal brain box. Con la polizia alle calcagna, raggiungono la tenda di Isabel, ma i cristalli non sono sufficienti per entrambi (per uscire dal Brain Box ne occorrono 10). Il richiamo di Emily è troppo forte, per cui Greg insiste che Isabel torni da sola nel mondo reale assumendo i 10 cristalli. Scelta di cui lei è profondamente rattristata, ma che accetta. Dopo il bacio, distrae la polizia abbastanza a lungo da permettere a Greg di scappare prima di prendere i cristalli.
Greg si allontana dal luogo, semina gli inseguitori e si ritrova davanti al porto sicuro di una clinica di riabilitazione, partecipa alla seduta, ammettendo i propri problemi a cominciare dal voler credere che sua figlia Emily sia reale.
Qualche tempo dopo, vediamo Emily e Greg che si incontrano su una panchina.

## Produzione
Il film viene annunciato nel giugno 2019, con Owen Wilson e Salma Hayek protagonisti e Mike Cahill come regista e sceneggiatore.
Le riprese del film sono iniziate nel luglio 2019 a Los Angeles.

## Promozione
Il primo trailer del film è stato diffuso il 12 gennaio 2021.

## Distribuzione
Il film è stato distribuito su Prime Video a partire dal 5 febbraio 2021.

### Divieti
Negli Stati Uniti il film è stato vietato ai minori di 17 anni non accompagnati da adulti per la presenza di droga, violenza, linguaggio non adatto e contenuti sessuali.

## Accoglienza

### Critica
Sull'aggregatore Rotten Tomatoes il film riceve il 28% delle recensioni professionali positive su 92 critiche, mentre su Metacritic ottiene un punteggio di 40 su 100 basato su 21 critiche.

## Riconoscimenti
- 2019 - California on Location Awards
  - Miglior location team dell'anno per un film indipendente